# ジャシンタ・マルト
ジャシンタ・マルト（本名：ジャシンタ・デ・ジェズス・マルト Jacinta de Jesus Marto  あるいはヤシンタ・マルト　1910年3月11日－1920年2月20日）は、ポルトガルのファティマにおける聖母出現の目撃者の一人で、カトリック教会の聖人である。同じく目撃者の一人でカルメル会修道者として長命したルシア・ドス・サントスの従妹にあたり、2000年5月13日にローマ教皇ヨハネ・パウロ2世によって、兄のフランシスコ・マルトとともに列福された。2017年5月13日にフランシスコによって列聖。

## 生涯
父はマニュエル・マルト、母はオリンピア・マルトで、当時のポルトガルでは典型的な素朴な少女で、無学ではあったがカトリックの口承伝統はよく知っており、従姉のルシアとともに羊の番をして働いていた。ルシアの手記によれば、兄のフランシスコは穏やかな性格で、やや音楽的で思索的な傾向があったのに対して、ジャシンタは優しく、少し情緒的であった。彼女は甘い歌声と踊りの才能を持っていたが、ルシアやフランシスコとともにファティマでの聖母の出現を見るようになると、それら娯楽に供することが罪の機会になると考え、音楽も踊りも止めるようになった。こうした体験をするにつれての彼らの基本的な性格は、共通点を持っている。兄のフランシスコは、世界の罪のためにイエズス様（イエス・キリスト）を慰めたい、と一人で祈ることを好むようになり、ジャシンタは聖母の三度目の出現時の、地獄の恐ろしい幻視の影響を非常に強く受けた。彼女は、聖母が導いたとして、痛悔と償いを通して罪人の回心を願う必要を確信するようになった。三人の子供たち、中でもフランシスコとジャシンタは厳しい苦行をその死まで実践した。なおジャシンタの遺体は死後、1935年と1951年の二度にわたって掘り返されたが、顔の箇所はまったく腐敗を免れていた。

### 闘病と死
ジャシンタは兄とともに、1918年にヨーロッパを席巻したスペイン風邪と呼ばれたインフルエンザに罹ったが、二人とも何ヶ月もの間、聖体拝領に与り祈りの時を過ごすため、教会に通うことに固執し、天使に教えられたように地に頭をつけて跪いて祈り続けた。兄のフランシスコは病院での治療を断って家で安らかに死に、一方ジャシンタは延命の為、家族に無理やり連れて行かれ、入院した。病気は化膿し肋膜炎に発展し、手術で、しかも無麻酔で二本の肋骨を切断しなくてはいけなくなったが、彼女は痛みに耐え続けた。心臓の状態から麻酔を全く使えず、凄まじい痛みに苦しんだが、彼女はそれを多くの罪人の償いのために捧げた。ジャシンタは苦しみながら、従姉のルシアに「隠れたイエスを迎えることができずに死ななければならないのでしょうか」と嘆いたとされる。
1920年2月19日、彼女は告解を聴いてくれていた病院所属の司祭に、聖体拝領と病者の塗油をお願いした。翌日死ぬだろうから、と。しかし、司祭は病状は決して深刻ではなく、翌日には回復しますよ、と答えた。次の日に、ジャシンタは亡くなった。彼女は、自分は一人で死ぬでしょう、と前から言っていたが、その通りの形で亡くなった。看護婦さえ、傍にはいなかった。
ジャシンタとフランシスコは、オウレンの共同墓地に埋葬されたが、現在ではファティマのバジリカの中に改葬されている。

## 列福・列聖
1946年中には列福請願が始まり、1935年と1951年の二度、ジャシンタの遺体は掘り起こされたが、顔の箇所はまったく腐敗を免れていた。2000年5月13日、教皇庁の調査委員会はジャシンタと兄のフランシスコを福者であると宣言し、2017年5月13日には聖人であると宣言した。こうして彼女は、殉教者以外では最も幼い聖人となった。
長命したルシアはその伝記の中で言っている。ジャシンタは、聖母の出現の他にも、多くの私的啓示を得ていた、と。あるものは、群衆が外で醜く叫び、窓からは石が投げ込まれる中、教皇が部屋で一人で祈っている、というものであり、他にもジャシンタは言及する。非常に大勢の人達と一緒に、汚れなき聖母の御心に祈る教皇様を見た、と。第三の秘密について尋ねられたルシアは、それらは非常に物悲しく、苦しみに満ちた教皇様についての、まさにジャシンタの言うようなものであった、と答えている。
可哀そうなパパ様、罪人の為にお気の毒な！（Coitadinho do Santo Padre, tenho muita pena dos pecadores! ）

## 私的啓示
ルシア・ドス・サントスの手記によると、よく知られたファティマの公的出現とは別に、上述のようにジャシンタ自身は個人的に何度か聖母や近未来、あの世等を目撃している。初回は1917年夏であり、もうすぐ起こる次の戦争とする第二次世界大戦について気にかけ、大勢の人が死に、その殆どが死後地獄に堕ちる、と物思いに沈んだ。二回目は1918年10月で、自身が一人で苦しんで死ぬことを予言し、一方で聖母が天国に連れて行く約束をしてくれたことに安堵した。また聖母の無原罪の御心を通じた信心がいかに大切か強調した。三度目は、戦争、地獄、司祭と統治者、キリスト教的徳について詳しく話し、戦争は世の罪に対する神の罰以外の何物でもないとして、もし人々が生き方を変えないなら最初の罰がスペインに下されるであろうと予言し、それはスペイン内戦として実現した。また、他のどの罪より人を地獄に招いてしまうのは肉欲の罪です、死後の地獄は一度そこに落ちたら永遠に抜けられず、永遠の意味を理解したら人は自分の生き方を変える為になんでもするでしょう、と発言した。また、教会は流行と無関係です、私達の主はいつでも同じですから、と流行を追う人々に警鐘を鳴らした。
また沢山の結婚が良い結婚でないので、主は喜ばれず、祝福されてもいない、とも言っている。公的出現中も1917年7月13日、彼女はルシア、フランシスコとともに、聖母から、地獄の炎やそこで燃えた炭火のように透き通った姿になって、絶望の叫びをあげながらただ不安定に業火の中を舞うだけの人や悪魔の姿を見せられて、戦慄し、しばしば話題にしていた。こうした地獄のビジョンは、ファティマの三つの啓示のうちの第一部分とされる。
1920年、闘病のさなか9歳になる直前の彼女は、12歳であったルシア・ドス・サントスと、イエスと聖母の信心について議論し、下記のように言っている。

## 参考
- ジョン・ハードン編『カトリック小事典』エンデルレ書店、1986年
- アロイジオ・デルコル神父『ファティマの聖母』世のひかり社
- アントニオ・アウグスト・ボレッリ・マシャド著、成相明人訳『ファチマの聖母』フマネ・ヴィテ研究会、1997年
- ファチマの聖母マリア・ファチマの真実 南山大学、三上茂教授